# Daisenryō-Kofun
El Daisenryō-Kofun (大仙陵古墳, 大仙古墳, 大山古墳?) es una tumba imperial japonesa ubicada en el sector de Daisen, barrio de Sakai-ku, en la ciudad de Sakai, prefectura de Osaka. En términos de tamaño es la tumba más grande de Japón.
Esta tumba es un túmulo kofun del tipo Zenpō-kōenfun (en forma de cerradura) en grupo de Kofungun de Mozu y según la Agencia de la Casa Imperial, esta tumba pertenece al Emperador Nintoku, 16º Emperador de Japón, que gobernó alrededor del siglo V. También se le conoce oficialmente como Mozu-no-mimihara-no-naka-no-misasagi (百舌鳥耳原中陵?).
Las dimensiones de esta tumba son de 486 metros de largo, 305 metros de ancho y 33 metros de alto. Posee una longitud de 2.718 metros y un área de 46,41 hectáreas. 
Está compuesta de tres zonas junto con un tsukuridashi, un espacio estrecho que se ubica en la entrada y que sirve para ceremonias religiosas. El foso que separa la isleta del resto de la tumba fue dragado y restaurado en la era Meiji. En 1872 se hicieron revisiones a las cámaras funerarias en el sur de la isleta y se descubrieron objetos como espadas y armaduras finas.